# Anagramma

Anagrammaanimáció: gyomorrontás=toronymorgás

Az anagramma a szójátékok egy fajtája, melyben értelmes szavak vagy mondatok betűinek sorrendjét úgy változtatjuk meg, hogy az eredmény szintén értelmes szó vagy mondat legyen. Sok anagramma esetén az eredeti és a végeredmény között humoros vagy egyéb kapcsolat van, ez növeli az anagramma érdekességét, értékét.
A szó a görög ana (vissza) és grafein (írni) szavakból keletkezett.

## Példák az anagrammákra
„Örüljetek egek! Mert az Úr mívelte ezeket! Örvendezzetek földnek alsó részei, hegyek énekeljetek, erdők és azok minden Fái.”
Ebből a himnikus mondatból Sebestyén Gábor (1794–1864) anagrammát készített:
„Fái András, földünk derék jelese, ez a remek-író, életének hetvennyolcadik évét megéré, új egek, őrizzétek őt kész, mentő kezekkel.”
Egyes ragozatlan szavak (4 betűsek):
- akta - atka
- élet – étel
- kapu – kupa
- karó – róka
- lakó – kóla
- papi – pipa
- rost – sort
- satu – utas

Egyes ragozatlan szavak (5 betűsek):
- alszik – szikla
- állat – által – talál – tálal
- botor – robot
- drága – gárda
- dráma – madár
- durva – udvar
- egres – sereg
- eresz – rezes
- karom – marok
- kavar – vakar
- kelet – telek
- keret – retek – teker
- komor – korom
- köret – körte – törek
- lakás – sakál
- lemér – remél
- lenéz – zenél
- néger - régen
- radon – ronda
- süket – tüske
- takar – tarka
- vetél – vétel

Egyes ragozatlan szavak (6 betűsek):
- csákós – ócskás
- darázs – szárad
- eltesz – letesz – szelet
- gyanít – nagyít
- holnap - honlap
- legény – lényeg
- meszel – szemel – szemle – zsemle
- kaland – lankad
- szagol – szolga

Egyes ragozatlan szavak (7 betűsek):
- állapot – lapátol
- étkezik – tekézik
- kertész – kétszer
- lenézés – zenélés
- motolla – oltalom

- ránevet – veterán
- tisztel – zsilett

Egyes ragozatlan szavak (8 betűsek):
- aktuális – kiutalás
- kényszer – szekrény
- kolostor – rostokol
- merészel – sérelmez
- nyelvész – szelvény

Egyes ragozatlan szavak (9 betűsek):
- kelletlen – lelketlen
- szorgalmi – grimaszol

Gyakori reneszánsz és barokk versajánlásként is.
- Gyomorrontás – toronymorgás.
- Hülye ötlet, gyors a siker – Elek gyűrött helyi sorsa.
- A lexikon mindent tud – Dani, kend mixel úton?

Egy híres példa egy híres embertől:
- Ótromoppgázsi Géza Mór – számítógép-programozó,

- Példák Pólya Györgytől:
- termelékenység
  - Megkéselt erény
  - Gréte kényelmes
  - Rég nyertem e kést
  - Reménység kelte
  - Kényelmes réteg
  - Nyeglét késemre
  - Értse meg: nyelék!
  - Kértem, lényeges
  - Nyereség? Kétlem!
  - Kéménysereglet
  - Tenyérmegkelés
  - Nyélmegtekerés
  - Kétes legény mer
  - Kémregény s élet

- szabad lexikon
  - index kaszabol
  - biszex dalnoka
  - szexi lakodban
  - koliszex-banda
  - szexbika danol

- orrszarvú
  - rovar rúzs
  - rovar szúr
  - rovar zsúr
  - orr szúrva